# Rosa Blasi
Rosa Blasi (Chicago (Illinois), 19 december 1972) is een Amerikaanse actrice.

## Biografie
Blasi heeft als afkomst Puerto Ricoaans, Italiaans en Iers bloed. Zij heeft vijf jaar pianolessen en danslessen gehad en voor dertien jaar stemtraining gehad
Blasi is vooral bekend van de televisieserie Strong Medicine (2000-2006) met haar rol als Dr. Lu Delgado in 131 afleveringen. Ook speelde ze in de series Frasier, Becker, Caroline in the City, The Drew Carey Show, Hitz Beverly Hills 90210 en The Thundermans.
Rosa Blasi is getrouwd op 14 februari 2004 met Americanfootballspeler Jim Finn. Op 20 september 2006 werd hun dochter Kaia Jane geboren en op 2 april 2008 zijn Blasi en Finn weer gescheiden. Blasi spreekt vloeiend Italiaans en heeft een getraind sopraan zangstem.

## Prijzen[2]
- 2006 Prism Awards in de categorie Optreden in een Aflevering van een Dramaserie met de televisieserie Strong Medicine – genomineerd.
- 2006 Imagen Awards in de categorie Beste Actrice op TV met de televisieserie Strong Medicine – genomineerd.
- 2005 Imagen Awards in de categorie Beste Actrice op TV met de televisieserie Strong Medicine – genomineerd.
- 2005 Namic Vision Awards in de categorie Beste Dramatische Optreden met de televisieserie Strong Medicine – genomineerd.
- 2004 Imagen Awards in de categorie Beste Actrice in een Dramaserie met de televisieserie Strong Medicine – gewonnen.
- 2002 ALMA Awards in de categorie Uitstekende Actrice in een Televisieserie met de televisieserie Strong Medicine – genomineerd.

## Filmografie[3]

### Films
- 2024 The Thundermans Return  –  als Barbara (Barb) Thunderman
- 2011 Deception – als Irene Mendoza
- 2010 Next Stop Murder – als Heather
- 2009 Friends of Dorothy – als Cameron Lagares
- 2007 Lesser of Three Evils – als vrouw in het zwart
- 2006 Inseparable – als ??
- 2004 The Grudge – als Maria
- 2004 Making Changes – als Deanna
- 2000 Noriega: God's Favorite – als Vicky Amador
- 1999 Avalon: Beyond the Abyss – als Caroline Marquez

### Televisieseries
- 2014-2018 The Thundermans als Barbara (Barb) Thunderman
- 2009 – 2011 Make It or Break It – als Ronnie Cruz – 20 afl.
- 2011 Mr. Sunshine – als Jessica – 1 afl.
- 2010 – 2011 The Whole Truth – als Dani – 2 afl.
- 2011 I Hate My Teenage Daughter – als Deanna Diego - ? afl.
- 2010 Lone Star – als Blake Thatcher – 1 afl.
- 2010 General Hospital – als Fernanda – 1 afl.
- 2010 American Dad! – als stem – 1 afl. (animatieserie)
- 2009 Melrose Place – als Nicolette Sarling – 1 afl.
- 2007 Eight Days a Week – als Randi - ? afl.
- 2000 – 2006 Strong Medicine – als Dr. Luisa 'Lu' Delgado – 131 afl.
- 2005 CSI: Miami – als Ana Garcia – 1 afl.
- 2001 Rendez-View – als gaste – 1 afl.
- 2000 V.I.P. – als Cassandra – 1 afl.
- 1999 The Drew Carey Show – als Isabel – 1 afl.
- 1999 Grown Ups – als Carla – 1 afl.
- 1999 Sons of Thunder – als Marita Cortez – 1 afl.
- 1999 Beverly Hills, 90210 – als Clara Covington – 1 afl.
- 1998 Caroline in the City – als Lana – 1 afl.
- 1998 Becker – als Carmen – 1 afl.
- 1998 Frasier – als serveerster – 1 afl.
- 1998 Holding the Baby – als Wendy – 1 afl.
- 1997 Hitz – als April Beane – 10 afl.
- 1997 Lost on Earth – als Dawn – 1 afl.
- 1997 Married… with Children – als vrouw – 1 afl.
- 1996 High Tide – als ?? – 2 afl.